# Vlajka Něneckého autonomního okruhu

Vlajka Něneckého autonomního okruhu
Poměr stran: 2:3

Vlajka Něneckého autonomního okruhu, jednoho z autonomních okruhů Ruské federace, který je součástí Archangelské oblasti, je tvořena listem, o poměru stran 2:3, se třemi vodorovnými pruhy: bílým, modrým a zeleným (v poměru šířek zřejmě 19:3:3). Z modrého do bílého pruhu vyrůstá (dle nevexilologického popisu vlajky v zákoně) tradiční ornament kultur „národů Severu" (o šířce 2/25 šířky listu), který se skládá z geometricky pravidelných figur v podobě modrých a bílých krokví, uspořádaných pod úhlem 90°. Každý z osmi elementů ornamentu se skládá z 25 (stejných) kosočtverců o ploše 1/2500 plochy listu.
Bílá barva vlajky symbolizuje čistotu, mír a starobylost, modrá stálost a nekonečnost a zelená mládí, naději a životní energii.

## Symbol parohů
Ornament, parohy soba polárního (Rangifer tarandus), se vyskytuje i na vlajkách jiných (severních) subjektů Ruské federace. Např. na vlajce Ťumeňské oblasti nebo na vlajce Chantymansijského autonomního okruhu – Jugry a vlajce Jamalo-něneckého autonomního okruhu, které jsou obě součástí Ťumeňské oblasti.

Vlajka Ťumeňské oblasti Poměr stran: 2:3
Vlajka Chantymansijského autonomního okruhu – Jugry Poměr stran: 1:2
Vlajka Jamalo-něneckého autonomního okruhu Poměr stran: 2:3

## Historie
15. července 1929 vznikl Něnecký národní okruh, který byl 7. října 1977 přejmenován na Něnecký autonomní okruh. V sovětské éře okruh neužíval žádnou vlajku. Od roku 1993 je okruh rovnoprávným subjektem Ruské federace, teritoriálně patřící do Archangelské oblasti.

Vlajka Archangelské oblasti Poměr stran: 2:3

27. ledna 2000 schválili poslanci NAO zákon s vyobrazením a popisem vlajky NAO. Autorem vlajky byl M. M. Istomin. Tento zákon však představitel administrativy nepodepsal.
Koncem roku 2002 navrhla pracovní skupina Správy okruhu vlajku Něneckého autonomního okruhu, který poslanci NAO schválili 25. září 2003 zákonem N 438-O3. Vlajka byla schválena na zasedání Heraldické rady prezidenta Ruské federace a do registru vložena pod číslem 1326.

## Vlajky měst a rajónů NAO
Něnecký autonomní okruh se člení na jedno město okresního významu (Narjan-Mar) a jeden rajón (Zapoljarnyj rajón). Obě jednotky užívají svou vlajku.

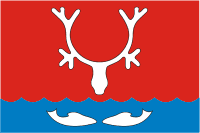
Narjan-Mar Poměr stran: 2:3
Zapoljarnyj rajón Poměr stran: 2:3